# کیتی هاک (کارولینای شمالی)
کیتی هاک (به انگلیسی: Kitty Hawk) روستایی دورافتاده و ماهیگیری در ایالت کارولینای شمالی کشور ایالات متحده آمریکا است که جمعیت آن در سرشماری سال ۲۰۱۰ میلادی، ۳٬۲۷۲ نفر بوده‌است.
نخستین پرواز موفق انسان با پرنده رایت، به‌تاریخ ۱۷ دسامبر ۱۹۰۳ میلادی در روستای کیتی هاک، انجام گرفت.